# Domczyna

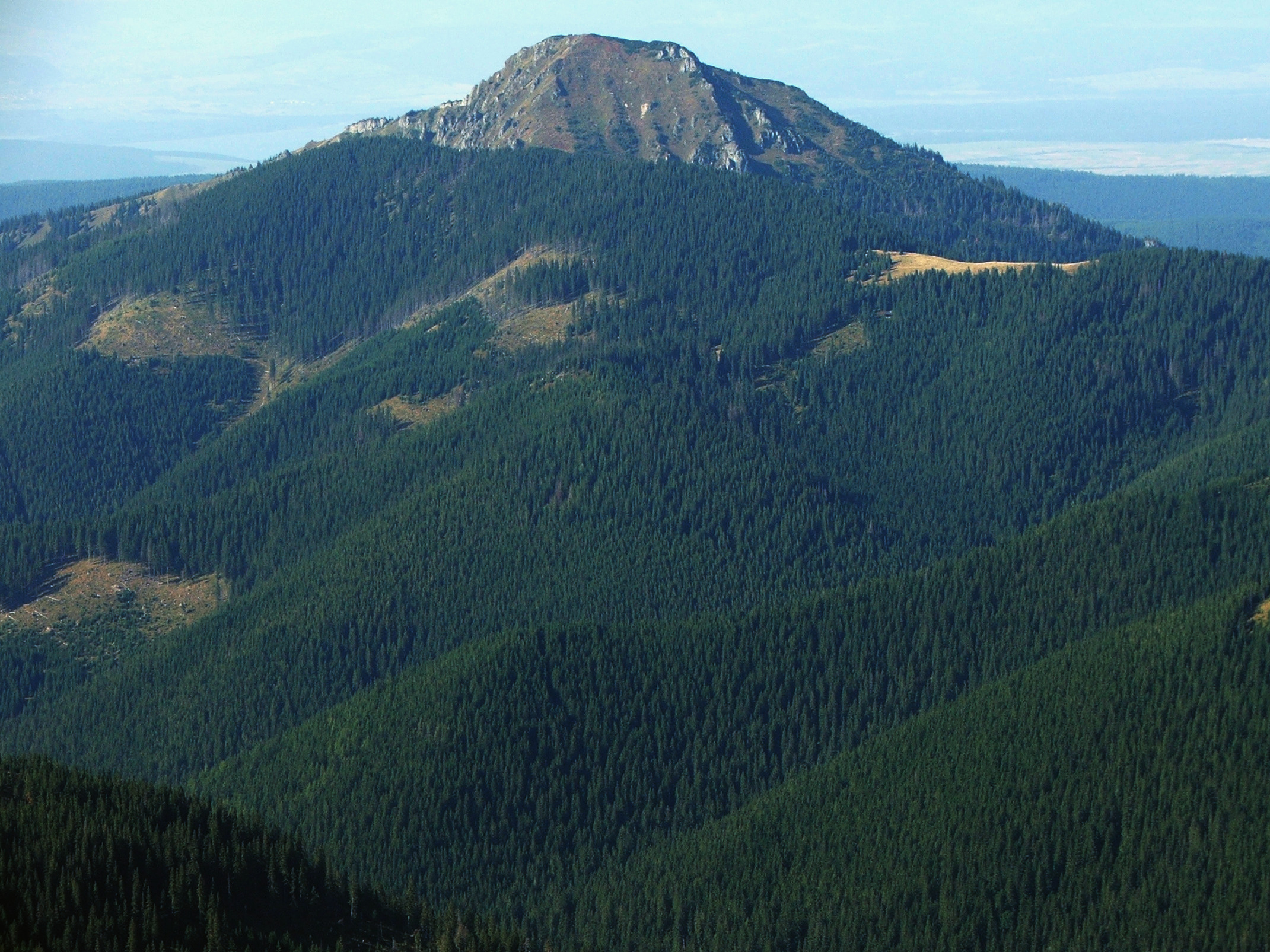
Osobita i poniżej niej grzbiet Domczyna

Domczyna (słow. Domčina) – część północno-zachodniej grani Grzesia w słowackich Tatrach Zachodnich. Ciągnie się od szczytu Jaworzyna na wschód, przez polanę Kasne i Czoło po niewielką przełączkę nad Doliną Olową. Czoło to niewielka i zalesiona kopka, od której na północ odchodzi grzbiet Bobrowieckiego Wierchu. Północne stoki Domczyny opadają do Doliny Suchej Orawickiej, południowe do Doliny Łatanej i ciągną się od żlebu Domczyna na zachodzie po Doliną Olową na wschodzie.
Domczyna z wyjątkiem polany Kasne jest całkowicie zalesiona, tylko na jej południowych stokach opadających do Doliny Łatanej są duże halizny i wiatrołomy.

## Szlaki turystyczne
Zwierówka – Przełęcz pod Osobitą – Grześ:
- Czas przejścia ze Zwierówki na Przełęcz pod Osobitą: 2:05 h, ↓ 1:30 h
- Czas przejścia z przełęczy na Grzesia: 2 h, ↓ 1:50 h